# Afrogamasellus maskamensis
Afrogamasellus maskamensis är en spindeldjursart som först beskrevs av Ryke och Loots 1966.  Afrogamasellus maskamensis ingår i släktet Afrogamasellus och familjen Rhodacaridae. Inga underarter finns listade i Catalogue of Life.